# Klemens Murańka
Klemens Murańka (31 agosto 1994) è un saltatore con gli sci polacco.

## Biografia
In Coppa del Mondo ha esordito il 21 gennaio 2011 a Zakopane (37°) e ha ottenuto il primo podio il 3 marzo 2012 a Lahti (3°).
Ha partecipato per la prima volta a un'edizione dei Mondiali di volo a Harrachov 2014 (25º nell'individuale); l'anno dopo ai Mondiali di Falun 2015, sua prima presenza ai Campionati mondiali, ha vinto la medaglia di bronzo nelle gare a squadre dal trampolino lungo e si è classificato 17º nel trampolino normale e 20º nel trampolino lungo. Ai Mondiali di volo di Tauplitz 2016 si è classificato 26º nell'individuale e 5º nella gara a squadre, mentre ai Mondiali di Oberstdorf 2021 si è classificato 36º nel trampolino normale.

## Palmarès

### Mondiali
- 1 medaglia:
  - 1 bronzo (gare a squadre dal trampolino lungo a Falun 2015)

### Mondiali juniores
- 4 medaglie:
  - 1 oro (gara a squadre a Val di Fiemme 2014)
  - 3 argenti (gara a squadre a Erzurum 2012; individuale, gara a squadre a Liberec 2013)

### Coppa del Mondo
- Miglior piazzamento in classifica generale: 31º nel 2021
- 3 podi (tutti a squadre):
  - 1 secondo posto
  - 2 terzi posti